# ヴォイヴォド (アルバム)
『ヴォイヴォド』（Voivod）は、カナダのヘヴィメタル・バンド、ヴォイヴォドが2003年に発表したスタジオ・アルバム。通算13作目で、スタジオ・アルバムとしては10作目に当たる。

## 解説
ボーカルとベースを兼ねていたエリック・フォレストの脱退に伴い、『ジ・アウター・リミッツ』（1993年）リリース後に脱退したオリジナル・ボーカリストのスネイク（デニス・ベランジェ）が復帰して、更に元フロットサム・アンド・ジェットサム〜メタリカのジェイソン・ニューステッドが加入。
アメリカでは『ビルボード』のインディペンデント・アルバム・チャートで21位、トップ・ヒートシーカーズで42位に達した。音楽評論家のThom Jurekはオールミュージックにおいて「元メタリカのベーシストにして、バンドの長年の友人だったジェイソン・ニューステッドが加入したことで、新しいエナジーと想像力が加わった」と評している。
本作リリースから間もない2003年3月17日、ニューステッドがオジー・オズボーンのバンドに加入したことが発表され、ニューステッドは同年のオズフェストで、オズボーンのバンドとヴォイヴォドの両方のメンバーとして出演した。
2005年8月26日にピギー（デニス・ダムール）が死去したため、本作はピギー在籍時最後のアルバムとなった。ただし、後の『カトルズ』（2006年）、『インフィニ』（2009年）といったアルバムでもピギーが残した音源が使用されている。

## 収録曲
全曲とも作詞：スネイク／作曲：ヴォイヴォド。
1. ガスマスク・リヴァイヴァル "Gasmask Revival" – 4:16
2. フェイシング・アップ  "Facing Up" – 4:48
3. ブレイム・アス  "Blame Us" – 5:36
4. リアル・アゲイン "Real Again?" – 4:52
5. レベル・ロボット "Rebel Robot" – 4:48
6. ザ・マルチヴァース  "The Multiverse" – 5:29
7. アイ・ドント・ウォナ・ウェイク・アップ "I Don't Wanna Wake Up" – 5:49
8. レ・シガー・ヴォラン "Les Cigares Volants" – 4:06
9. ディヴァイン・サン "Divine Sun" – 5:05
10. リアクター "Reactor" – 3:55
11. インヴィジブル・プラネット "Invisible Planet" – 4:37
12. ストレンジ・アンド・アイロニック  "Strange and Ironic" – 4:31
13. ウィ・キャリー・オン "We Carry On" – 7:42

## 参加ミュージシャン
- スネイク（デニス・ベランジェ） - ボーカル
- ピギー（デニス・ダムール） - ギター
- ジェイソニック（ジェイソン・ニューステッド）- ベース
- アウェイ（ミシェル・ランジュヴァン） - ドラムス